# .ba
.ba es el dominio de nivel superior geográfico (ccTLD) para Bosnia y Herzegovina.